# Danmark i olympiska sommarspelen 1912
Danmark deltog med 152 deltagare vid de olympiska sommarspelen 1912 i Stockholm. Totalt vann de tolv medaljer och slutade på fjortonde plats i medaljligan.

## Medaljer

### Guld
- Ejler Allert, Jørgen Hansen, Carl Møller, Carl Pedersen och Poul Hartmann - Rodd, fyra med styrman, inriggare

### Silver
- Ivan Joseph Martin Osiier - Fäktning, värja
- Fotbollslandslaget herrar (Paul Berth, Charles Buchwald, Hjalmar Christoffersen, Harald Hansen, Sophus Hansen, Emil Jørgensen, Ivar Lykke, Nils Middelboe, Oskar Nielsen, Poul Nielsen, Sophus Nielsen, Anthon Olsen, Axel Petersen, Axel Thufason och Vilhelm Wolfhagen)
- Peter Andersen, Valdemar Bøggild, Søren Peter Christensen, Ingvald Eriksen, George Falcke, Torkild Garp, Hans Trier Hansen, Johannes Hansen, Rasmus Hansen, Jens Kristian Jensen, Søren Alfred Jensen, Karl Kirk, Jens Kirkegaard, Olaf Kjems, Carl Larsen, Jens Peter Laursen, Marius Lefèrve, Povl Mark, Einar Olsen, Hans Pedersen, Hans Eiler Pedersen, Olaf Pedersen, Peder Larsen Pedersen, Aksel Sørensen, Martin Thau, Søren Thorborg, Kristen Vadgaard och Johannes Vinther - Gymnastik, lag, svenskt system
- Steen Herschend, Sven Thomsen och Hans Meulengracht-Madsen - Segling, 6-metersklass
- Lars Madsen - Skytte, 300 m frigevär, tre positioner
- Sofie Castenschiold - Tennis, damsingel

### Brons
- Axel Andersen, Hjalmart Andersen, Halvor Birch, Wilhelm Grimmelmann, Arvor Hansen, Christian Hansen, Marius Hansen, Charles Jensen, Hjalmar Peter Johansen, Poul Jørgensen, Carl Krebs, Vigo Madsen, Lukas Nielsen, Rikard Nordstrøm, Steen Olsen, Oluf Olsson, Carl Pedersen, Oluf Pedersen, Niels Petersen och Christian Svendsen - Gymnastik, lag, fritt system
- Erik Bisgaard, Rasmus Frandsen, Mikael Simonsen, Poul Thymann och Ejgil Clemmensen - Rodd, fyra med styrman
- Niels Larsen - Skytte, 300 m frigevär, tre positioner
- Ole Olsen, Lars Madsen, Niels Larsen, Niels Andersen, Laurits Larsen och Jens Hajslund - Skytte, frigevär, lag
- Søren Marinus Jensen - Brottning, grekisk-romersk stil, 82,5+ kg